# JAJA姫武遊伝
『JAJA姫武遊伝』（じゃじゃひめぶゆうでん）は、『電撃アドベンチャーズ』に連載されていた中村うさぎによるライトノベル。電撃文庫（メディアワークス）より1995年6月から1997年2月まで全3巻が刊行された。
メディアミックスとして、衣谷遊によるコミカライズが『月刊電撃コミックガオ!』に連載され、ドラマCD化もされた。

## 既刊一覧

### 小説
- 中村うさぎ（著）、メディアワークス〈電撃文庫〉、全3巻
  - 『JAJA姫武遊伝 悪魔が来たりてホラを吹く』、1995年6月10日発売[1]、ISBN 978-4073031208
  - 『JAJA姫武遊伝（2） 平安京鬼の乱』、1996年3月30日発売[2]、ISBN 978-4073043843
  - 『JAJA姫武遊伝（3） オエド妖怪捕物控』、1997年2月10日発売[3]、ISBN 978-4073056560

### 漫画
- 中村うさぎ（原作）・衣谷遊（作画） 『JAJA姫武遊伝』 主婦の友社〈電撃コミックスEX〉、全3巻
  1. 1996年3月10日発売[4]、ISBN 978-4073056911
  2. 1997年1月27日発売[5]、ISBN 978-4073057000
  3. 1997年7月26日発売[6]、ISBN 978-4073067337

## ドラマCD
- 三重野瞳 (アーティスト), 西村ちなみ (アーティスト), 野上ゆかな (アーティスト), 岡野浩介 (アーティスト). JAJA姫武遊伝 オエド美少年連続失踪事件!の巻. ビクターエンターテインメント.